# Щукин, Лев Николаевич
Лев Никола́евич Щу́кин (12 сентября 1932, Москва — 7 августа 2001) — советский и российский авиаконструктор, изобретатель «ЭКИП» — многофункционального безаэродромного летательного аппарата, построенного по схеме «летающее крыло», с дисковидным фюзеляжем («русской летающей тарелки»).

## Биография
Лев Щукин родился 12 сентября 1932 года в Москве.
В 1940 году семья Щукиных переехала в Подмосковье, в посёлок Загорянский Щёлковского района.
Поступил в Московский авиационный институт на факультет «Двигатели летательных аппаратов» сразу на третий курс, сдав экстерном 12 экзаменов.
После окончания МАИ Щукин поступил в МГУ на механико-математический факультет.
Занимал пост начальника сектора аэродинамики в ЦКБ ЭМ (сегодня РКК «Энергия»), г. Королёв.
Принимал участие в разработке ракеты Н-1, которая должна была осуществить запуск на Луну. В результате конфликта с новым руководством ЦКБ Щукин покинул пост — и перешёл на должность заместителя директора по науке во ВНИИПИ «Транспрогресс». Под руководством Щукина велась разработка летательного аппарата на воздушной подушке «Север» для авиационных грузоперевозок в районах Крайнего Севера.
Наработки в рамках проекта «Север» привели к созданию в начале 1980-х годов проекта «ЭКИП». Лев Щукин занимал пост генерального директора и генерального конструктора авиационного концерна «ЭКИП» (Саратов).
В 1993 году Правительство России приняло решение о финансировании проекта «ЭКИП». К этому времени завершалось строительство 2 полноразмерных аппаратов ЭКИП с полным взлётным весом в 9 тонн. Д. Ф. Аяцков выступил с инициативой начать серийное производство. Она была поддержана на госуровне Министерством оборонной промышленности, Министерством обороны (головной заказчик) и Министерством лесного хозяйства. В 1999 году разработка аппарата «ЭКИП» (планировалась в Королёве) была включена отдельной строкой в федеральный бюджет, однако финансирование было прервано, и деньги не были получены.
Лев Щукин скончался 7 августа 2001 года в результате сердечного приступа. Похоронен на Образцовском кладбище в Мытищинском районе Подмосковья.